# Actinostachys inopinata
Actinostachys inopinata är en ormbunkeart som först beskrevs av Selling, och fick sitt nu gällande namn av Reed. Actinostachys inopinata ingår i släktet Actinostachys och familjen Schizaeaceae. Inga underarter finns listade.